# Castelejo
Castelejo ist eine Gemeinde (Freguesia) im portugiesischen Kreis Fundão. In ihr leben 562 Einwohner (Stand 19. April 2021).